# Лејквју (Вашингтон)
Лејквју (енгл. Lakeview) насељено је место без административног статуса у америчкој савезној држави Вашингтон.

## Демографија
По попису из 2010. године број становника је 915, што је 118 (14,8%) становника више него 2000. године.
| Група             | 2000.       | 2010.       |
| Белци             | 692 (86,8%) | 757 (82,7%) |
| Афроамериканци    | 8 (1,0%)    | 4 (0,4%)    |
| Азијати           | 2 (0,3%)    | 2 (0,2%)    |
| Хиспаноамериканци | 67 (8,4%)   | 126 (13,8%) |
| Укупно            | 797         | 915         |